# Mina Rosner
Mina Rosner, född Pohorille 8 oktober 1913 i Buchach, Österrike-Ungern, i dagens Ukraina, död 9 december 1997 Winnipeg, Kanada, var en judisk kvinna som överlevde Förintelsen under andra världskriget genom att gömma sig med en polsk familj. Efter kriget flyttade hon till Winnipeg, med sin man, Michael Rosner. I boken I am a Witness har hon berättat om sina upplevelser. 1990 återvände hon till Buchach (Butjatj) för första gången sedan kriget, och besöket fångades i en  CBC dokumentär "Return to Buchach". Dokumentären vann guld på New York Film och TV Festival 1992.